# Torri Higginson

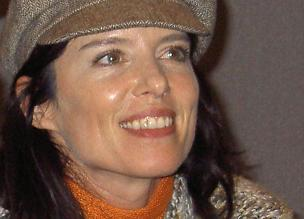
Torri Higginson (2007)

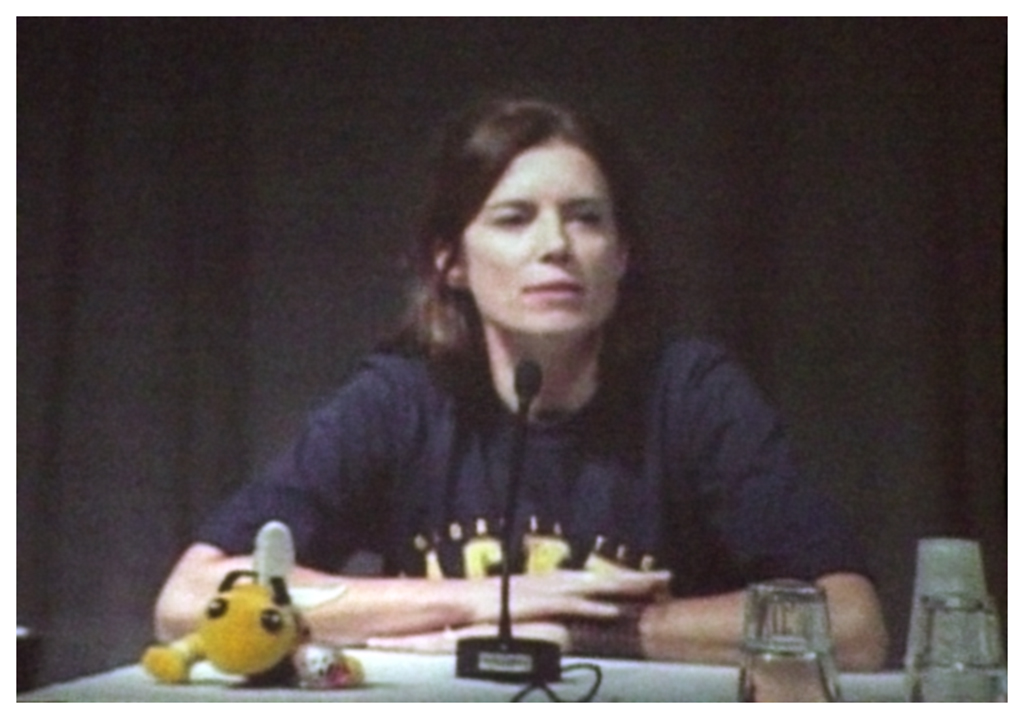
Torri Higginson (2006)

Torri Higginson (* 6. Dezember 1969 in Burlington, Ontario als Sarah Victoria Higginson) ist eine kanadische Schauspielerin.

## Karriere
Bekannt wurde sie durch ihre wiederkehrende Rolle in der Serie Tek War – Krieger der Zukunft. Danach spielte sie vor allem Gastrollen in diversen Serien und in B-Movies. In dem Oscar-prämierten Film Der englische Patient übernahm sie eine kleinere Nebenrolle, ebenso in der Miniserie Der Sturm des Jahrhunderts, die auf einem Drehbuch Stephen Kings basiert.
Zu Beginn der achten Staffel von Stargate – Kommando SG-1 übernahm sie von Jessica Steen die Rolle der Dr. Elizabeth Weir. Dies erwies sich für sie als Karrieresprung, da man dieser in Stargate Atlantis die Leitung der Atlantis-Expedition anvertraute. Higginson spielte zwischen 2004 und 2007 somit die zweite Hauptrolle in einer der erfolgreichen Science-Fiction-Serien. Seit Herbst 2007 war sie in Stargate Atlantis nur noch als Nebendarstellerin zu sehen.
Nebenbei tritt sie im Theater auf und war in Stücken wie Three Tall Women, Weldon Rising und Picasso at the Lapin Agile zu sehen. Außerdem tritt sie im Theaterstück  The List auf.

## Filmografie (Auswahl)
- 1991: The Photographer’s Wife
- 1994: TekWar: Die Fürsten des Todes (TekWar: TekLords)
- 1994: TekWar: Recht und Gesetz im Cyberspace (TekWar: TekJustice)
- 1994–1996: Tek War – Krieger der Zukunft (TekWar, Fernsehserie)
- 1995: Bullet in the Dark (When the Bullet Hits the Bone)
- 1995: Höllenjagd (Jungleground)
- 1995: Memory Run
- 1996: Der englische Patient (The English Patient)
- 1997: Tödlicher Irrtum (Double Take)
- 1997: Raven – Die Unsterbliche (Highlander: The Raven, Fernsehserie, Folge 1x01)
- 1997: Balls Up
- 1997: PSI Factor – Es geschieht jeden Tag (PSI Factor – Chronicles of the Paranormal, Fernsehserie, Folge 1x21)
- 1998: Airborne – Bete, dass sie nicht landen! (Airborne)
- 1999: Outer Limits – Die unbekannte Dimension (The Outer Limits, Fernsehserie, Folge 5x15 – Künstliche Intelligenz)
- 1999: Family of Cops III
- 1999: Der Sturm des Jahrhunderts (Storm of the Century)
- 1999: The City
- 2000: Rats
- 2001: Turning Paige
- 2003: Autopsy Room Four
- 2003: Crust
- 2004: Stargate – Kommando SG-1 (Stargate SG-1, Fernsehserie)
- 2004–2008: Stargate Atlantis (Fernsehserie, 63 Folgen)
- 2004: Irish Eyes
- 2007: Navy CIS (NCIS, Fernsehserie, Folgen 5x04 & 6x13)
- 2010: Stonehenge Apokalypse
- 2011: Criminal Minds: Team Red (Criminal Minds: Suspect Behavior, Fernsehserie, Folge 1x03)
- 2011: Chase (Fernsehserie, Folge 1x14)
- 2015: Dark Matter (Fernsehserie, Folge 1x10)
- 2020: Transplant (Fernsehserie)